# Heliolus
Heliolus is een kevergeslacht uit de familie van de boktorren (Cerambycidae). De wetenschappelijke naam van het geslacht werd voor het eerst geldig gepubliceerd in 1907 door Fauvel.

## Soorten
Heliolus is monotypisch en omvat slechts de volgende soort:
- Heliolus brevicornis (Fauvel, 1906)